# Hantu (Weber + Delsaux)
 (janvier 2021).
 (septembre 2020).
La mise en forme du texte ne suit pas les recommandations de Wikipédia : il faut le « wikifier ».
Les points d'amélioration suivants sont les cas les plus fréquents. Le détail des points à revoir est peut-être précisé sur la page de discussion.
- Les titres sont pré-formatés par le logiciel. Ils ne sont ni en capitales, ni en gras.
- Le texte ne doit pas être écrit en capitales (les noms de famille non plus), ni en gras, ni en italique, ni en « petit »…
- Le gras n'est utilisé que pour surligner le titre de l'article dans l'introduction, une seule fois.
- L'italique est rarement utilisé : mots en langue étrangère, titres d'œuvres, noms de bateaux, etc.
- Les citations ne sont pas en italique mais en corps de texte normal. Elles sont entourées par des guillemets français : « et ».
- Les listes à puces sont à éviter, des paragraphes rédigés étant largement préférés. Les tableaux sont à réserver à la présentation de données structurées (résultats, etc.).
- Les appels de note de bas de page (petits chiffres en exposant, introduits par l'outil «  Source ») sont à placer entre la fin de phrase et le point final[comme ça].
- Les liens internes (vers d'autres articles de Wikipédia) sont à choisir avec parcimonie. Créez des liens vers des articles approfondissant le sujet. Les termes génériques sans rapport avec le sujet sont à éviter, ainsi que les répétitions de liens vers un même terme.
- Les liens externes sont à placer uniquement dans une section « Liens externes », à la fin de l'article. Ces liens sont à choisir avec parcimonie suivant les règles définies. Si un lien sert de source à l'article, son insertion dans le texte est à faire par les notes de bas de page.
- La présentation des références doit suivre les conventions bibliographiques. Il est recommandé d'utiliser les modèles {{Ouvrage}}, {{Chapitre}}, {{Article}}, {{Lien web}} et/ou {{Bibliographie}}. Le mode d'édition visuel peut mettre en forme automatiquement les références.
- Insérer une infobox (cadre d'informations à droite) n'est pas obligatoire pour parachever la mise en page.

Pour une aide détaillée, merci de consulter Aide:Wikification.
Si vous pensez que ces points ont été résolus, vous pouvez retirer ce bandeau et améliorer la mise en forme d'un autre article.
Pour les articles homonymes, voir Hantu.
Hantu est un duo d'artistes performers français composé de Pascale Weber et Jean Delsaux, fondé à la suite de plusieurs collaborations en 2006 et 2007. Hantu a créé de nombreuses performances, dans différents pays, généralement in situ, en privilégiant des lieux inhabités où la nature semble encore intacte.

## Les fantômes du corps
Hantu (« fantôme » en indonésien) fait référence à la puissance de la mémoire et des spectres qui accompagnent ou malmènent le corps. Hantu est à la fois le nom du duo constitué par Pascale Weber et Jean Delsaux, une typologie de 20 sous-ensembles de performances déclinées par le duo (de Hantu#1 à Hantu #20) et l'idée directrice du duo, selon laquelle, la création n'est ni affaire de promotion égotique, ni simple création d'auteur, mais une exploration qui vise à faire ressurgir et à accueillir les fantômes qu'abritent ou que portent nos corps. Comme le dit Valentina Gioia Levy : « dans le travail de Hantu, il ne s’agit pas de mettre en place des dispositifs relationnels ou d’explorer des possibilités nouvelles de produire des formes sonores. Il s’agit pour le duo français de révéler l’invisible et le flux des sons traversant le corps, produisant une répétition presque mécanique, un écho qui est un défi de la parole et du son au silence et à la disparition. Il s’agit de produire des images par le médium du corps, une exigence expressive qui semble répondre à une esthétique iconographique primordiale».

## Les corps atmosphériques
Ensemble, Pascale Weber et Jean Delsaux conçoivent et réalisent, entre 2012 et 2020, en Europe, Afrique du Nord, Asie, en Amériques du Nord et du Sud, en Arctique, en Indonésie et dans la jungle de Mentawai, environ 70 performances qui se structurent entre présence et représentation du corps. Lorsqu'elles sont réalisées sans public, ces actions donnent lieu à des films ou des séries photographiques. Pour Hantu, le corps est un dispositif doué d’un pouvoir révélateur d'une réalité impalpable : « Dans leurs performances les artistes déploient des actions qui placent l’humain et son corps au centre d’un discours métaphysique qui touche à l’essence de l’être et de ses rapports avec le monde naturel et ses phénomènes. Le duo met généralement en place des actions simples, discrètes, dont l’harmonie formelle et la délicatesse évitent le grandiloquent, et qui contribuent à la création de microclimats. »
Le corps pour le duo, est en même temps médium et champ d’investigation privilégié, comme le remarque Valentina Gioia Levy: « Parfois Hantu se concentre sur la tentative de rendre visible l’audible, d’autres fois, se focalise sur l’effort de rendre palpable la circulation de l’air, les turbulences atmosphériques qui agitent le corps, le rythme des courants fluctuants d’un fleuve jusqu’à la mer, autant d’actions qui produisent des simulacres éphémères de l’invisible dans le visible, de l’immatériel dans le matériel ».

### Performance 46 -[do.ne][fɔʁm]
Dans la performance phono-plastique Hantu#11-Performance 46 -[do.ne][fɔʁm], réalisée aux Beaux-Arts de Saint-Pétersbourg en 2017, Delsaux et Weber se font face dans le noir. Lui, donne des indications phonétiques à sa partenaire, elle, prononce les différents sons : « Lorsque Weber prononce les paroles "donner forme", une vapeur incorporelle s’échappe de sa bouche comme une pellicule inconsistante entourant son souffle parlé prenant forme. Le spectateur peut ainsi assister au déploiement du souffle parlé et de la parole dans l’espace. L’informe prend forme par l’acte de donner forme et l’invisible se révèle au regard par l’acte de révéler. Derrière le deux artistes est projeté un film vidéo sur lequel apparaissent des nuages de fumée correspondant au ralenti de la forme que prend l’air au sortir de la bouche de Weber... ».
Pour le duo, il n’est possible de défendre l’environnement qu’en défendant la part sensible de notre corps, au lieu de jouer sur nos peurs et sur le sentiment de culpabilité. Valentina Gioia Levy souligne l'expérience immanente des performances de Hantu: « Le travail de Hantu se pose donc souvent dans une position de promiscuité, entre expérience physique et métaphysique, entre nature et artifice, engendrant des contaminations fugaces et continuelles entre les deux dimensions. Cela dit, si placer l’être de l’homme dans l’immatériel relève de la métaphysique et donc de la transcendance, replacer l’être dans la dimension matérielle nous ramène à la nature physique du réel. Les performances de Delsaux et Weber s’inscrivent donc dans cette démarche de retour à la dimension immanente de l’être et de l’univers et semblent engendrer une sorte de compte à rebours de la civilisation vers l’essentiel de l’existence».

## La co-incidence des corps
En tant que duo, Hantu s'intéresse aussi beaucoup à la co-présence et la représentation de l'autre, l'homme/la femme, l'animal, le partenaire, le spectateur, l'aïeule (Les Vieilles de Francisco de Goya), l'aveugle (Lettre sur les aveugles à l'usage de ceux qui voient de Diderot) ou le consort chassé d'Eden (dans la peinture de Masaccio)…

### Performance 37- Accommodation
Dans la Performance 37- Accommodation (2016), sur la Lettre sur les aveugles à l'usage de ceux qui voient (1749), Hantu reprend la machine qu'utilise Nicholas Saunderson (1682-1739) pour ses calculs algébriques.
Pour Simona Polvani, « C’est cette structuration mathématique qui constitue le point de départ et le pivot […] de l’agencement du dispositif dramaturgique et performatif, […] Des chaises sont disposées dans le noir. Pascale Weber entre sur scène, vêtue d'un blouson et d'un short en satin bleu-violet, de bas fuchsia. La performeuse semble se glisser dans la peau de Saunderson, le met en jeu, sans jamais l’incarner en tant que personnage. Saunderson est  évoqué  à la troisième personne, dans un procédé de narration, descriptif, qui vise à  la fois à  fournir des informations aux spectateurs et à  donner des indications à la performeuse elle-même pour expérimenter la condition d’aveugle. […] Tout en représentant Saunderson et, en filigrane, l’aveugle né de Puisaux, elle demeure présente à elle-même, dans le chemin sensoriel et intellectuel qu’elle est en train d’emprunter dans la performance ».
Yanna Kor décrit la boxeuse aveuglée cognant dans le vide : « Pour moi, la situation est ambigüe : comme j’appartiens à l’univers féminin, l’Autre c’est évidemment l’homme ; mais en même temps j’appartiens à la société des voyants et, dans ce cas, l’Autre c’est l’aveugle. Mais qui est l’Autre pour les coups de Pascale ? Une autre elle ? L’autre au sens général ? Sa définition de l’autre, comme quelqu’un qui n’est pas elle, mais en même temps qui est elle, est également juste pour nous. Cet autre nous le rejetons, et nous cherchons en même temps à le toucher, parce que notre existence dépend de son regard».
Pascale Weber le dit à Anna Kor : « Nous choisissons un point de vue, nous définissons une zone d’aveuglement, nous cherchons à échapper à la zone d’aveuglement de l’autre, à nous rendre visibles, et nous nous jetons dans ses bras pour voir que l’autre nous voit, pour exister. Au point de l’intersection des zones d’aveuglement ne se trouve pas l’Autre, qui que ce soit, homme ou femme, aveugle ou voyant, mais un combat infini pour son regard dans le désir d’être (visible), d’exister».

### Performance 48 - Faute d'Eden
La Performance 48 - Faute d'Eden a été réalisée en 2018. Pour cette performance, Pascale Weber et Jean Delsaux, avec le musicien Bordel Pavelski, s'inspirent de la célèbre fresque Adam et Ève chassés du Paradis du peintre italien Masaccio.
Sylvie Roques décrit ainsi cette performance: « Une plate-forme surplombe deux énormes cuves. En arrière-scène improvisée, sur une grande toile noire a été grossièrement peint au Blanc de Meudon la forme incertaine des deux corps. Sur cette surface de plâtre est projetée l’image des performers nus dans la pose d’Adam et Ève. L’image apparaît progressivement durant la performance tandis que la luminosité baisse. C’est à la fresque de Masaccio que l’on songe en tout premier. Comme une transposition, un modèle incarné qui ne cesse de nous étonner. Les deux performers se sont emparés de la gestuelle avec précision. Nouveaux Adam et Ève, ils prennent la pose des deux personnages de la peinture. Il ne s’agit pas tant d’une imitation que de la reprise d’un mouvement celui de la marche, celui de la mise en dialogue ou de la mise en crise d’un couple. S’ils s’observent et tentent d’entrer en communication, les différences s’accentuent, les possibles s’explorent et les luttes s’expriment. Les rôles s’inversent. […]».

## Corps et plantes
En 2013, Hantu commence la série de performance Corps et arbres. Cette série confronte et/ou associe le corps au règne végétal (arbres, plantes) en écho au rite mortuaire revisité des arbres-tombes Toraja (Sulawesi).
Un travail expérimental réalisé par le duo et qui consiste à devenir support à la germination de plantes et à faire pousser des végétaux à même la peau accompagne ces performances. Si ce travail amène le duo à rencontrer des biologistes (biologie végétale et biologie humaine), et des spécialistes de l'écosystème et du microbiote humain, ou des organismes végétaux, Hantu n'a absolument aucune velléité scientifique : l'art, les religions et la science sont des systèmes symboliques qu'il est simplement fécond de croiser. Hantu défend au contraire une diversité des langages et des pouvoirs, des enjeux et des points de vue. Définitivement du côté de la poésie (pour Valentina Gioia-Levy, le travail de Hantu relève d'une poétique ethnographique), le duo se met en scène avec diverses plantes dans la performance L'homme qui prenait sa femme pour un jardin (2020). Ce travail s'est poursuit dans l'exposition Comme l'herbe pousse présentée à Paris pendant le confinement (2020).

## Performances collectives
Hantu développe parallèlement dans des contextes très différents (France, Indonésie, Égypte, Brésil, Portugal…) plusieurs performances collectives intitulées Arboretum sur la perception et la représentation du corps humain dans l’inconscient collectif. Arboretum évoque dans la continuité des performances Corps et Arbres les liens que nous entretenons avec les espèces végétales, et de la nécessité de défendre une attention au corps pour pouvoir saisir les enjeux environnementaux et réciproquement du pouvoir des plantes dont on prend soin sur notre propre corps. Dans la série de performances Arboretum, performance pour humains et plantes, les interprètes-performers sont dotés d’excroissances ou d’implants végétaux, qui viennent prolonger leur corps en prenant appui sur leur boîte crânienne, leur colonne vertébrale, leur bas ventre ou poitrine… grâce à des bandes de tissus, ou des vêtements et des prothèses en fibres naturelles (coton) voire des orthèses en terre cuite moulées à même le corps, qui permettent d’accueillir les plantes.

## Répertoire des performances
Hantu#1— Les origines, les pratiques somatiques
- Performance 49 - Poésie articulaire - Université Paris 1 Panthéon-Sorbonne, Paris/France (2018)
- Performance 01 - Mémoire du corps - Clermont-Ferrand/France (2012)

Hantu#2— Les ancêtres, les figures tutélaires
- Performance 64 - Mandragore - Courtonne-la-Meurdrac (2019)
- Performance 39 - Que Tal ? - Studio des Orteaux, Paris (2016)
- Performance 03 - Désorcèlement - Clermont-Ferrand/France (2012)
- Performance 02 - Totem - Clermont-Ferrand/France (2012)

Hantu#3— L'interface-sensible
- Performance 61 - Germination - Courtonne-la-Meurdrac/France (2018-2019)
- Performance 35 - Ecorces - Kegaska - Basse Côte Nord/Canada (2015)
- Performance 29 - La berceuse - Bateng-Sapmi/Norvège (2015)
- Performance 05 - Vapeurs - Clermont-Ferrand/France (2012)
- Performance 04 -  La peau - Clermont-Ferrand/France (2012)

Hantu#4— Errances
- Performance 56 - Errances - EHESS, Paris (2019)
- Performance 45 - Promenade dans le catalyseur - Montréal/Canada (2017)
- Performance 42 - Errances - Carrefour des Arts, Montréal/Canada (2016)
- Performance 32 - Walker, étant donné - Labrador/Canada (2015)

Hantu#5— Corps et Végétal
- Performance 68 - L'homme qui prenait sa femme pour un jardin (performance sans parole) - Galerie Journiac, Paris (2020)
- Performance 66 - L'homme qui prenait sa femme pour un jardin (performance parlée) - Université Paris 1 Panthéon-Sorbonne, Paris (2020)
- Performance 61 - Arboretum recovery - Centre d’art Typographia, Rio de Janeiro/Brésil (2019)
- Performance 60 - Brazilian Arboretum - Unirio, Rio de Janeiro/Brésil (2019)
- Performance 51 - Arboretum - Théâtre de la Resserre (Cité internationale universitaire), Paris/France (2018)
- Performance 50 - Ela:Vegetal - Instituto Politécnico de Coimbra/Portugal (2018)
- Performance 31 - Rivière Éternité - Canada (2015)
- Performance 30 - Ecorces - Bateng-Sapmi/Norvège (2015)
- Performance 27 - Transformation lente, les Glaives percent la terre - Chapelle de l'Oratoire, Montréal/Canada (2015)
- Performance 22 - Corps et Arbres - Bogor/Indonésie (2014)
- Performance 21 - Corps et Arbres - Centre d'art Château de Monthelon (Yonne)/France (2014)
- Performance 15 - Nymphéas - Taipei/Taiwan (2013)
- Performance 13 - Corps et Arbres - Puy de Dôme/France (2013)

Hantu#6— Rituel de partage
- Performance 69 -  L'homme qui prenait sa femme pour un jardin  (rituel et germinations), Cabaret de la performance, Paris (2020)
- Performance 67 - Cannibalisticus vegetariensis - Université Paris 1 Panthéon-Sorbonne, Paris (2020)
- Performance 55 - De la preuve par les crêpes - EHESS, Paris (2019)

Hantu#7— Violence de l'histoire
- Performance 52 - Somewhere else -Transplante - Biennale du Caire-Darb/Égypte (2018)
- Performance 47 - Les Mains blanches - Galerie Pauline Perplexe, Arcueil/France (2018)
- Performance 36 - Attachement - Place de la Chapelle, Paris (2016)
- Performance 26 - The Edge of the World (1) - Mémorial de Steilneset, Vardø/Norvège (2014)

Hantu#8— Altérités
- Performance 44 - La petite ourse - Kangiqsujuaq/Nunavik (Arctique Canadien) (2017)
- Performance 43 - Entre chiens et ours - Kuujjuaq/Nunavik (Arctique Canadien) (2016)
- Performance 29 - The Edge of the World (2) - Bateng-Sapmi/Norvège (2015)
- Performance 25 - UrBanian - Institut d'art Kesenian, Jakarta/Indonésie (2014)
- Performance 24 - Mentawai - Mentawai/Indonésie (2014)

Hantu#9— Puissance du désir
- Performance 58 - Ti amo, ti mangio - EHESS, Paris (2019)
- Performance 57 - Ti amo, ti mangio - Festival Fotomat, Clermont- Ferrand/France (2019)
- Performance 48 - Faute d'Eden - Le Non-Lieu, Roubaix/France (2018)
- Performance 18 - La traque (2) - Musée de la Chasse et de la Nature, Paris/France (2013)
- Performance 17 - La traque (1) - Clermont-Ferrand/France (2013)
- Performance 10 - Verticalité - Clermont-Ferrand/France (2013)
- Performance 08 - La chevelure - Clermont-Ferrand/France (2013)
- Performance 07 - La saignée - Clermont-Ferrand/France (2013)

Hantu#10— Corps sonore (Performances vocales')
- Performance 59 - Perslater' - Nancy/France (2019)
- Performance 06 - Le souffle - Clermont-Ferrand/France (2013)

Hantu#11— Turbulences (Phonoplastiques)
- Performance 46 - [do.ne][fɔʁm] - Saint-Pétersbourg/Russie (2017)

Hantu#12— Dérives
- Performance 23 - The Drift - Plymouth/Royaume-Uni (2014)

Hantu#13— Rituel du manque
- Performance 70 - Vêtements du silence - EHESS, Paris (2018)
- Performance 54 - Terre vive - Courtonne-la-Meurdrac/France (2018)
- Performance 53 - Le Saumon (Tatouage) - Paris (2018)

Hantu#14— Présence et représentation
- Performance 19 - L'Arrachement - Faculté de Médecine (Saints-Pères), Paris (2013)
- Performance 16 - Homo Erectus - Palais de Tokyo, Paris (2013)

Hantu#15— Le corps mis en pièce
- Performance 65 - Organigramme de la pensée : le corps encyclopédique - Paris (2019)
- Performance 38 - Accommodation - Studio des Orteaux, Paris (2016)
- Performance 37 - Accommodation - Maison de l'Italie, Cité Internationale Universitaire, Paris (2016)

Hantu#16— Animalités
- Performance 34 - Morue - Kegaska-Basse Côte Nord/Canada (2015)
- Performance 33 - La Baleine - Sept-îles/Canada (2015)
- Performance 12 - L'oiseau - Phalempin/France (2013)
- Performance 11 - L'oiseau - Vaucluse/France (2013)
- Performance 09 - Le cerf - Puy de Dôme/France (2013)

Hantu#17— Pratiques Hallucinatoires
- Performance 62 - Ayahuesca - Rio de Janeiro/Brésil (2019)

Hantu#18— La Mer (The Breakwater, La Baleine, Kegaska)
- Performance 14 - The Breakwater - Plymouth/Royaume-Uni (2013)

Hantu#19— Corps tellurique
- Performance 63 - Souffrière - La Caldera/Italie (2019)
- Performance 40 - L'Esprit de la Rivière - Paris (2016)

Hantu#20— Corps et machine
- Performance 41 - Avatar que Jamais - Maison des sciences de l'Homme, Paris (2016)
- Performance 28 - Ballet robotique - Nympheas  - Université Paris 8, Paris (2015)
- Performance 20 - Dynamic Landscape - Centre d'Art La Maréchalerie, Versailles/France (2013)

## Filmographie
- Nature vive, réalisation Pascale Weber et Jean Delsaux: Mucem (Marseille), Festival des sciences sociales et des arts « Jeu de l’Oie », porté par Aix-Marseille Université (2020).
- Hantu #7 (L’esprit de la rivière), performance rituelle: Festival Fotomat, Clermont-Ferrand (2019); Programmation Gabriel Soucheyre -Videoformes au Non-Lieu, Roubaix, dans l’exposition Corps, encore... (2018); Sélection officielle de Videoformes 2018 (programme spécial) + « exposition » du film dans le Cabinet des Curiosités (2018) /Festival de performance Si(non)Oui, Fleury-Mérogis (2016).
- Hantu #7 (Vardø): Galerie du Génie de la Bastille, Paris (2015).
- Hantu #11 (Le souffle) : Musée de la Chasse et de la Nature, Paris (2013).
- Hantu #12 (The Drift) : MUDAM - Le Musée de l'Art contemporain du Luxembourg, Luxembourg (2018); Espace Reverdy, Nanterre (2014); Ocean City Festival, Plymouth/Royaume-Uni (2014); Centre Jules Vallès, Paris (2014).
- Hantu #18 (The Breakwater) : 3CL - Centre Chorégraphique Contemporain du Luxembourg (2018); Espace Reverdy, Nanterre (2014); Jill Craigie Cinema Plymouth/Royaume-Uni (2013).
- Hantu #20 (Nymphaea Alba Ballet) films 3D : Campus Condorcet /Université Paris 8 (2015); La Maréchalerie (Versailles), débats-manège (2013); National Central University (Université nationale centrale), Taipei-Taiwan (2013);  National Chung Cheng University, Chiayi-Taiwan (2013).

Autres courts métrages
- Hantu-Trois mouvements, Faculté de Médecine, Saints-Pères, Paris, GDR Art/Science (2016).
- Hantu E-motion, cinéma des Ursulines, Paris (2014).

Long Métrage
```
 
Le bout du Monde/The edge of the world
 (52’32’’) versions français et anglais (création sonore: Pali Meursault; effets spéciaux: Didier Griffond) (2017).
```